# Graziana Trotta
Pour les articles homonymes, voir Trotta.
Graziana Trotta, née le 25 octobre 1984 à Pont-de-Loup est une femme politique belge de langue française, membre du Parti socialiste.
Elle est licenciée en sciences de gestion (IAG, Louvain-la-Neuve); conseillère au service Stratégie, responsable des dossiers wallons et bruxellois politiquement délicats (Infrabel, 2007-2009).

## Carrière politique
- Conseillère communale à Aiseau-Presles de 2006 à 2010 et échevinne depuis 2010
- Députée au Parlement wallon depuis le 18 juillet 2009
  - Députée au Parlement de la Communauté française de Belgique